# K006
K006（けー ぜろぜろろく）は、京セラが日本国内向けに開発した、auブランドを展開するKDDIおよび沖縄セルラー電話のCDMA 1X WIN（現・au 3G）対応携帯電話である。製造型番はKY006（けーわい ぜろぜろろく）。

## 概要
- 既存の簡単ケータイ K005を基に再設計・再開発したベーシックなフィーチャーフォン。主に新規の携帯初心者ユーザーのほか、800MHz帯周波数の再編に伴い、既存のcdmaOne端末（Cシリーズ全般）およびCDMA 1X端末（Aシリーズ全般）の代替ユーザーを想定している。
- メインディスプレイにはワイドQVGA表示対応の3.0インチ液晶を採用。また、防水性能はIPX5/IPX7に対応しており、キッチンやバスルームなどの濡れた水回りで利用することができる。端末本体の表面にはau端末としては初の試みとなる傷がつきにくいハードコート加工を施し、透明感のある質感を実現。このほか、各機能の消費電力を抑え、電池パックの稼働時間をある程度延長する事が可能な「長持ちモード」にも対応。なおカメラはオートフォーカス対応の331万画素CMOSを搭載し、更におサイフケータイ（EZFelica）にも対応している。
- 後に追加されたカメラなしモデルのK006 Z（製造型番・KY006 Z）は機密保護・業務外利用対策のためカメラ機能および外部メモリースロットが撤去されている。

## 沿革
- 2010年（平成22年）7月22日 - KDDI、および京セラより公式発表。
- 2010年9月9日 - 沖縄地区にて発売。
- 2010年9月10日 - 上記以外の残りの地区にて発売。
- 2010年10月18日 - K006 Z（カメラなし）の追加がKDDI、および京セラより公式発表。ただし本体色はグロッシーブラックのみ。
- 2010年10月23日 - K006 Zが九州地区を除く全国にて発売。
- 2010年10月28日 - K006 Zが九州地区にて発売。
- 2012年（平成24年）7月22日 - L800MHz帯（旧800MHz帯・CDMA Band-Class 3）によるサービスの停波によりそれ以降はN800MHz（新800MHz帯・CDMA Band-Class 0）帯および2GHz（CDMA Band-Class 6）帯の各サービスで利用する事となる。
- 2013年（平成25年）1月 - 販売終了。
- 2022年（令和4年）3月31日 - 同キャリアの3Gサービスの完全終了・停波により、本端末は利用不可となる。

## 対応サービス
- すぐ文字®
- ラッピングメール
- エモーションメール®
- 漢字チェック
- ワンタッチ文字サイズ切替
- 長持ちモード
- とじるとロック
- 遠隔ロック
- 遠隔マナー解除
- 自動マナー
- ICレコーダー
- カウントダウンタイマー
- グラフィックメモ

| 主な対応サービス                                                                        | 主な対応サービス                                       | 主な対応サービス                          | 主な対応サービス                                     |
| --------------------------------------------------------------------------------------- | ------------------------------------------------------ | ----------------------------------------- | ---------------------------------------------------- |
| LISMO! (着うたフル) (着うたフルプラス) (LISMOビデオクリップ) (LISMO Video) (LISMO Book) | 着うた/着うたミニ (ハイクオリティステレオ(HE-AAC)対応) | EZケータイアレンジ ティーンズモード       | Bluetooth                                            |
| EZチャンネルプラス                                                                      | EZニュースフラッシュ EZニュースEX （EZweb版のみ対応）  | Touch Message                             | EZFeliCa                                             |
| PCサイトビューア                                                                        | じぶん銀行アプリ                                       | EZアプリ(BREW)                            | オープンアプリプレイヤー                             |
| ケータイ de PCメール                                                                    | デコレーションメール                                   | デコレーションアニメ                      | au one メール                                        |
| EZナビウォーク                                                                          | EZ助手席ナビ                                           | 安心ナビ                                  | 災害時ナビ                                           |
| 移動経路通知                                                                            | 居場所通知 フェイク着信                                | グローバルパスポート （レンタルサービス） | au Smart Sports （Karada Manager） (Run&Walk) (Golf) |
| Wi-Fi WIN (無線LAN) auフェムトセル                                                      | 赤外線通信 (IrDA)                                      | au BOX                                    | PCドキュメントビューアー                             |

など

## 注
1. ↑  2012年7月23日より利用不可